# Zum Regenbogen

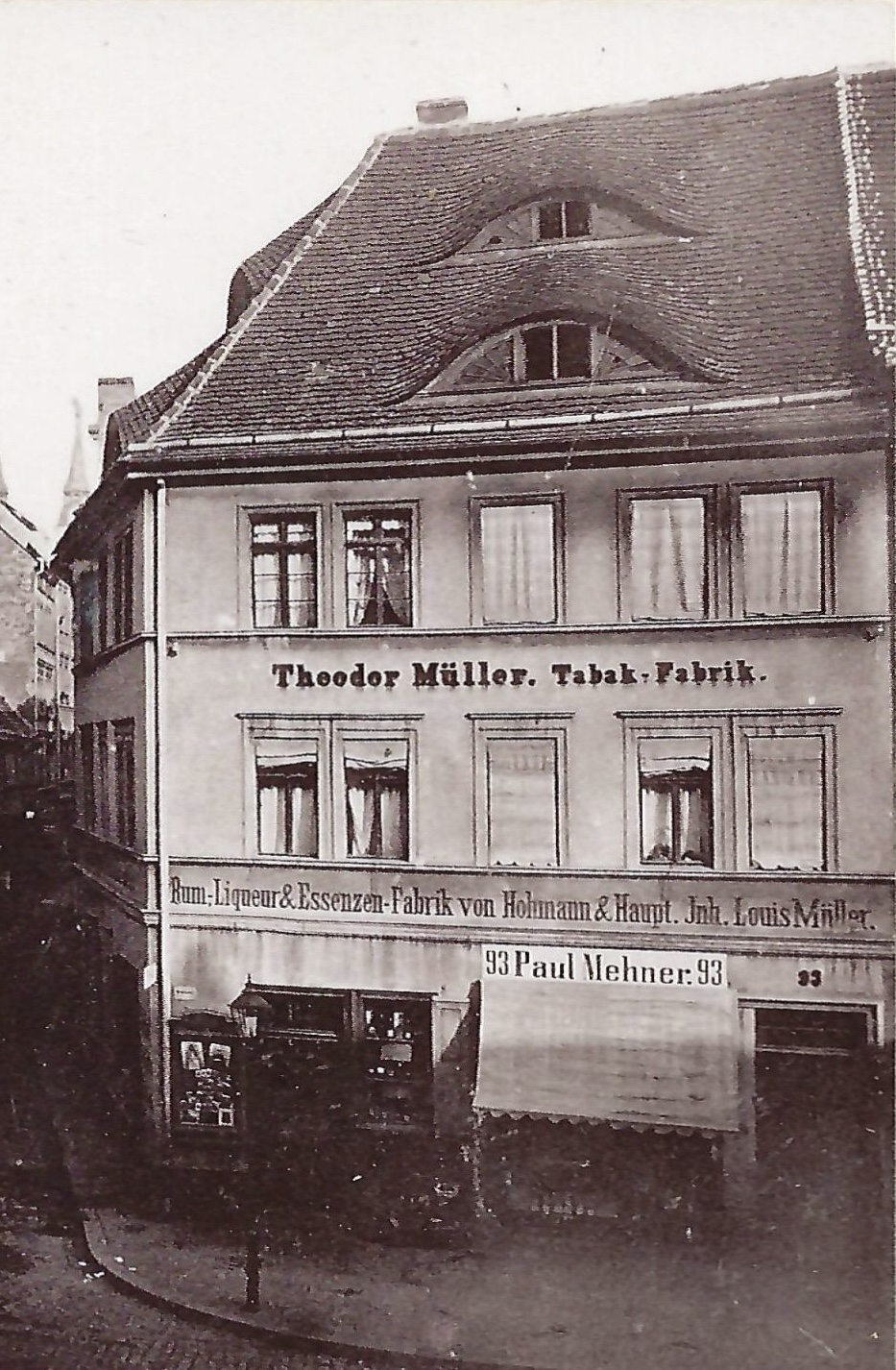
Haus Zum Regenbogen, vor 1890

Das Haus Zum Regenbogen war ein historisches Wohn- und Geschäftshaus in Magdeburg im heutigen Sachsen-Anhalt.

## Lage
Das Gebäude befand sich in der Magdeburger Altstadt auf der Ostseite des Breiten Wegs an der Adresse Breiter Weg 93. Unmittelbar nördlich des Hauses mündete die Große Steinernetischstraße auf den Breiten Weg. Auf der anderen Seite der Großen Steinernentischstraße befand sich das Haus Zum steinernen Tisch.
Heute befindet sich am ehemaligen Standort des Gebäudes ein Parkplatz an der Einmündung der Großen Steinernentischstraße auf den Breiten Weg. 

## Geschichte und Architektur
Der Name des Hauses ergab sich aus einer Anmerkung im Zinsregisters des Lorenzklosters aus der Zeit um 1465. Die genaue Zuordnung des Namens zum Haus ist allerdings nicht ganz sicher, in späteren Veröffentlichungen wurde er jedoch hierfür verwandt.
Im Jahr 1631 gehörte das Brauhaus der Witwe von Klaus Meyer. In der Zeit bis 1639 erbten das, wohl in Folge der Zerstörung Magdeburgs im Jahr 1631 unbebaute Grundstück, ihr Sohn Heinrich Meyer sowie der Brauer Heinrich Matthias. Matthias veräußerte das Grundstück für 115 Taler im Jahr 1642 an Magister Christophorus Crusius, auch Christoph Krause. Er lebte seit 1625 in Magdeburg und war an der Sankt-Jakobi-Kirche als Frühprediger und am altstädtischen Gymnasium als Lehrer tätig. Krause bebaute das Grundstück 1644 neu. Die Bebauung dürfte aber nur provisorisch erfolgt sein, da dass Anwesen bereits 1657 wieder als unbebaut geführt wurde. 1659 wurde wiederum ein Haus genannt. Krause verstarb am 27. Mai 1662. Weitere Informationen zum Gebäude liegen erst 1693 vor. Zu diesem Zeitpunkt gehörte es dem Brauer Martin Wilkenig, der es für 1600 Taler im Jahr 1698 an den Tabakspinner Andreas Schäfer, auch Schaper, verkaufte. Schäfer verstarb 1704, seine Witwe verkaufte das Anwesen für 1450 Taler im Jahr 1707 an den Advokaten Dr. Johann Christian Dürrfeld, der es noch im gleichen Jahr für 1500 Taler an den Tabakspinner Daniel Houdelet veräußerte, der auch 1723 noch erwähnt wurde.
1803 und 1845 wurde als Eigentümer des Gebäudes ein Sprung genannt. 1870 gehörte es eine Frau Hohmann, geborene Clemens. Zumindest in der zeit von 1887 bis 1925 war der Kaufmann Louis Müller Eigentümer. Ihm folgten die Müllerschen Erben nach. Zumindest in der Zeit um 1937 befand sich an der Ecke zur Großen Steinernentischstraße ein Schnapsausschank mit dem Namen Zur süßen Ecke. Der Name hatte sich im Volksmund in dieser Zeit für das Gebäude eingebürgert.
Das dreigeschossige Gebäude verfügte nach Westen zum Breiten Weg über eine fünfachsige Fassade. Während des Zweiten Weltkriegs wurde das Haus zerstört und nicht wieder aufgebaut.